# Jim Delaney
Francis James "Jim" Delaney, född 1 mars 1921 i Butte, Montana, död 2 april 2012 i Santa Rosa, Kalifornien, var en amerikansk friidrottare.
Delaney blev olympisk silvermedaljör i kulstötning vid sommarspelen 1948 i London.